# Keller (Virgínia)
Keller és una població dels Estats Units a l'estat de Virgínia. Segons el cens del 2000 tenia 173 habitants.

## Demografia
Segons el cens del 2000, Keller tenia 173 habitants, 77 habitatges, i 45 famílies. La densitat de població era de 196,5 habitants per km².
Dels 77 habitatges en un 22,1% hi vivien nens de menys de 18 anys, en un 45,5% hi vivien parelles casades, en un 11,7% dones solteres, i en un 40,3% no eren unitats familiars. En el 29,9% dels habitatges hi vivien persones soles el 16,9% de les quals corresponia a persones de 65 anys o més que vivien soles. El nombre mitjà de persones vivint en cada habitatge era de 2,25 i el nombre mitjà de persones que vivien en cada família era de 2,78.
Per edats la població es repartia de la següent manera: un 17,9% tenia menys de 18 anys, un 9,8% entre 18 i 24, un 35,3% entre 25 i 44, un 19,1% de 45 a 60 i un 17,9% 65 anys o més.
L'edat mediana era de 40 anys. Per cada 100 dones de 18 o més anys hi havia 86,8 homes.
La renda mediana per habitatge era de 25.500 $ i la renda mediana per família de 28.750 $. Els homes tenien una renda mediana de 34.792 $ mentre que les dones 25.938 $. La renda per capita de la població era de 15.417 $. Entorn del 14% de les famílies i el 22,3% de la població estaven per davall del llindar de pobresa.

## Poblacions més properes
El següent diagrama mostra les poblacions més properes.